# No More Lies
No More Lies és un grup de música post hardcore, punk-rock de la ciutat de Sant Feliu de Guíxols. Van aconseguir destacar Sant Feliu de Guíxols en el mapa de l'escena independent europea.
Format per Santi Garcia (cantant, guitarra, creador i productor musical de l'estudi de gravació Ultramarinos Costa Brava), Màxim Triviños (baix) i Roger Ortega (bateria).
Van debutar el 1995 com a tercet i van autoeditar-se dues maquetes: Cuckold (1995) i Godd Will (1996). El 1997 van publicar el seu disc de debut Seeds of enghusiasm. Van ser teloners de Fugazi el 1999. El 2004 van publicar un disc que tenia per títol les coordenades de Sant Feliu de Guíxols i que era més melòdic que l'anterior. El 2008 van decidir de fer una pausa després de perdre la motivació. El 2011 van plegar veles després d'acompanyar el grup Aina en un parell de concerts. El 2014 van tornar als escenaris amb l'àlbum In the shade of expectations.

## Discografia
| Any  | Títol                       | Discogràfica | Format  |
| ---- | --------------------------- | ------------ | ------- |
| 1997 | Seeds of enthusiasm         | BCore Disc   | Mini LP |
| 2004 | 41º46.5'N 3º1.9'E           | BCore Disc   | CD/LP   |
| 2005 | ][                          | BCore Disc   | CD/LP   |
| 2014 | In The Shade Of Expectation | BCore Disc   | CD/LP   |